# Parábola del demandado
La  Parábola del demandado es una de las Parábolas de Jesús que viene citada en el Evangelio de Mateo y en el de  Lucas. En ambos casos el texto es muy similar, pero viene precedida por pasajes diferentes; en el Evangelio de Mateo  Jesús les indica a seguidores la diferencia entre «lo antiguo» y «lo nuevo» con estas palabras: 

Habéis oído que se dijo a los antiguos: No matarás, y el que mate será reo de juicio. Pero yo os digo: Todo todo el que se llene de ira contra su hermano será reo de juicio; y al que llame a su hermano «raca» será reo ante el Sanedrín; el que le llame «renegado» será reo del fuego del infierno. Por tanto, si al llevar tu ofrenda al altar recuerdas que tu hermano tiene algo contra ti, deja allí tu ofrenda ante el altar, ve primero a reconciliarte con tu hermano, y vuelve después para presentar tu ofrenda refiriéndose a las ofensas al prójimo.Mateo 5; 21-24

En el pasaje previo del Evangelio de Lucas, Jesús habla a la gente de la «venida de Cristo» diciéndoles que saben interpretar el aspecto del cielo y de la tierra previendo la venida de la lluvia o el calor y no saben hacerlo con el tiempo que están viviendo. Se lo dice de la siguiente forma: 

Cuando veis que sale una nube por poniente, en seguida decís: va a llover, y así sucede. ¡Hipócritas! Sabéis interpretar el aspecto del cielo y de la tierra: entonces ¿cómo es que no sabéis interpretar este tiempo.?Lucas 12; 54-57

## Texto de la parábola
A continuación de aquellos pasajes previos, la parábola dice lo siguiente: 
- Según san Mateo:

Ponte de acuerdo antes con tú adversario cuando vas de camino con él: no sea que tu adversario te entregue al juez y el juez al alguacil y te metan en la cárcel. Te aseguro que no saldrás de allí hasta que restituyas la última moneda.Mateo 5; 25-26

- Según san Lucas:

Cuando vayas con tu adversario al magistrado, procura ponerte de acuerdo con él en el camino, no sea que te obligue a ir al juez, y el juez te entregará al alguacil, y el alguacil te meta en la cárcel. Te aseguro queno saldrás de allí hasta que pagues el último céntimo.Lucas 12; 58-59

## Interpretación

### Interpretación  de la Iglesia católica
Las interpretaciones que se dan a continuación hacen más referencia al pasaje previo que a la propia parábola.
En su queja,  Jesús juega con dos sentidos de la palabra «tiempo»: el climático y el de las etapas de la salvación. Parece como si quienes lo conocieron hubieran utilizado un doble tipo de razonamiento: uno, con lógica, para juzgar las cosas terrenas y otro, ilógico, para juzgarle a Él. Los signos que ha mostrado —los milagros, su vida y su doctrina— deberían ser suficientes para confesarle como Mesías. Sin embargo, aquellas gentes no han sabido comprender los signos y han malentendido a Jesús. Esa postura no fue exclusiva de muchos de los contemporáneos de Jesucristo. 
Se vuelve a producir en nuestros días, cada vez que se pasan por alto los signos que Dios muestra o sus sugerencias en el fondo de la conciencia: Quienes voluntariamente pretenden apartar de su corazón a Dios y soslayar las cuestiones religiosas desoyen el dictamen de su conciencia y, por tanto, no carecen de culpa. Después, en los vv. 58-59, con la imagen del adversario y el magistrado, el Señor les enseña que todavía tienen tiempo para rectificar, poco, porque están casi de camino hacia el juicio, pero el suficiente para no acabar condenados. A este respecto comenta Fulgencio de Ruspe:

Que se apresure, pues, a tomar parte ahora en la primera resurrección el que no quiera ser condenado con el castigo eterno de la segunda muerte. Los que en la vida presente, transformados por el temor de Dios, pasan de mala a buena conducta, pasan de la muerte a la vida, y más tarde serán transformados de su humilde condición a una condición gloriosa 